# Barraca del Mas d'en Vives 2
La Barraca del Mas d'en Vives 2 és una barraca de vinya de Calafell (Baix Penedès) protegida com a Bé Cultural d'Interès Local.
Està situada al vessant nord del puig de La Talaia i a ponent de la Coma Farella.

## Descripció
Barraca de pedra seca, d'ús agrícola, d'un sol espai interior i de planta circular. La porta, que és de forma rectangular amb llinda, és oberta a la cara sud. La coberta és una volta feta amb la superposició de filades de lloses planes que es van tancant, l'alçada màxima de la qual és, per l'interior, d'1'5 m aproximadament. Part de la volta té una capa de morter de ciment. Als paraments exteriors hi ha una gran quantitat d'elements de pedra de petites dimensions fixats a les juntes amb morter de ciment. Part de la terra que cobria exteriorment la volta s'ha perdut. L'entorn més immediat de la barraca va ser pavimentat en una intervenció realitzada en època contemporània.
Murs i volta realitzats amb peces irregulars de pedra unides en sec amb l'ajut de falques, també de pedra, de dimensions més petites. Els murs tenen un rebliment de predruscall.